# Rosmit Mantilla
Rosmit Mantilla (* 13. Dezember 1982 in Petare, Miranda) ist ein venezolanischer Politiker der Voluntad Popular.

## Leben
Mantilla studiert Soziale Kommunikation in Caracas und wohnt bei seinen Großeltern. Gemeinsam mit den Politikern Renzo Prieto und Gilberto Sojo wurde er 2014 als politischer Häftling in Venezuela inhaftiert. Die Staatsanwaltschaft hat Rosmit der Volksverhetzung und der Einschüchterung der Öffentlichkeit angeklagt sowie der Blockierung einer Autobahn, der Brandstiftung an öffentlichen und privaten Gebäuden, des Vandalismus und der kriminellen Vereinigung – Verbrechen, für welche die Staatsanwaltschaft eine Gefängnisstrafe von 35 Jahren fordert. Die Organisation Amnesty International glaubt, dass die Staatsanwaltschaft keine Beweise vorgelegt hat, die Rosmit Mantilla mit den Verbrechen, für die er angeklagt wird, in Verbindung bringen und dass seine lange Inhaftierung politisch motiviert ist. Mantilla wurde so wie auch Prieto und Sojo 2015 als Abgeordneter in der Nationalversammlung bei den Parlamentswahlen in Venezuela 2015 gewählt. Als LGBT-Aktivist ist Mantilla in Caracas, Venezuela, engagiert.